# Gong Kewei
Gong Kewei (* 29. Juni 1994) ist ein chinesischer Zehnkämpfer.

## Sportliche Laufbahn
Erste internationale Erfahrungen sammelte Gong Kewei bei den Asienspielen 2018 in der indonesischen Hauptstadt Jakarta, bei denen er mit 7671 Punkten den vierten Platz belegte. Im Jahr darauf konnte er seinen Wettkampf bei den Asienmeisterschaften in Doha nicht beenden.
2017 wurde Gong Chinesischer Meister im Zehnkampf.

## Persönliche Bestleistungen
- Zehnkampf: 7671 Punkte: 26. August 2018 in Jakarta
  - Siebenkampf (Halle): 5742 Punkte: 4. März 2016 in Nanjing